# A.J. Finley
Allister Edward Finley Jr., detto A.J. (Mobile, 14 settembre 2001), è un giocatore di football americano statunitense che milita nel ruolo di safety per i Seattle Seahawks della National Football League (NFL).

## Carriera

### Los Angeles Chargers
Al college Finley giocò a football a Ole Miss dal 2019 al 2022, venendo inserito nella seconda formazione ideale della Southeastern Conference nel 2021. Dopo non essere stato scelto nel Draft NFL 2023 firmò con i Los Angeles Chargers. Al termine della pre-stagione riuscì a entrare nei 53 uomini del roster attivo della squadra. Dopo essere rimasto inattivo nelle prime due partite, fu svincolato il 23 settembre 2023, dopo di che rifirmò con la squadra di allenamento.. Il 30 settembre fu promosso nuovamente nel roster attivo. La sua prima stagione si chiuse con 3 tackle e un fumble forzato in 12 presenze, nessuna delle quali come titolare.
Dopo avere disputato 10 partite in stagione, mettendo a segno 10 placcaggi, il 25 novembre 2024 Finley fu svincolato.

### Seattle Seahawks
Il 26 novembre 2024 Finley firmò con i Seattle Seahawks.